# Tetragoneura puyehuensis
Tetragoneura puyehuensis är en tvåvingeart som beskrevs av Duret 1984. Tetragoneura puyehuensis ingår i släktet Tetragoneura och familjen svampmyggor. Inga underarter finns listade i Catalogue of Life.